# The Limey
The Limey är en amerikansk dramafilm från 1999 regisserad av Steven Soderbergh.

## Handling
Filmen handlar om Wilson, en engelsman som just släppts från fängelset. Han reser till Los Angeles för att utreda sin dotters dödsfall. Polisen har dragit slutsatsen att hon dött i en olyckshändelse, men Wilson tror att hon blivit mördad. Han misstänker att en man vid namn Valentine ligger bakom mordet.

## Rollista (i urval)
| Terence Stamp | – Wilson    |
| Peter Fonda   | – Valentine |
| Luis Guzmán   |             |